# Зграда у Ул. Бранка Крсмановића 45 у Параћину
Вила Николић је направљена 1926.године по плану архитекте Милутина Борисављевића и представља непокретно културно добро као и споменик културе. Зграда која се налази у улици Бранка Крсмановића 45 у Параћину изграђена је за породицу инжењера Предрага Николића, сувласника фабрике текстила Браћа Теокаревић.

## Архитектура и историјат
Зграда је саграђена између два светска рата, око 1926. године, као породична кућа инжињера Предрага Николића, суоснивача и сувласника Фабрике штофова „Браћа Теокаревић”.
Николић је био параћински богаташ, који је хтео да направи вилу са летњиковцем за своју супругу која је пореклом из Велике Британије по узору на летњиковце у њеној родној земљи. Ову вилу су ретко користили, јер су поседовали још неколицину. Ипак избором архитекте Милутина Борисављевића, који је био доктор естетике и заљубљеник у архитектуру тадашње Француске здање ове виле више приличи изгледом на оне које су се могле наћи управо у Француској, насупрот почетној идеји инжињера и његове изабранице. Као репрезентативна грађевина у парковском окружењу, кућа Николића је решена у пречишћеном академском маниру, где се еклектичко опредељење аутора огледа у детаљима – полукружно завршеним прозорима, гирландама, вертикалној подели плитким пиластрима, балустерима на парапетима испод прозора и на кровном венцу и мансардом.
Унутрашњи простор организован је централно. Око хола су у приземљу распоређене две спаваће собе, радна соба, трпезарија, купатило, кухиња, а дрвено степениште води на мансарду и у подрум. Детаљи у ентеријеру су брижљиво одабрани: за камин у холу донете су плочице из Чешке, као и висећи лустери од кованог гвожћа са кристалним куглама, зидови су били осликани, а таванице са профилисаним гипсаним венцима и розетама у приземљу, док су дрвене на мансарди. Унутар виле у приземљу налази се централна сала, такође постоје  радна соба, две спаваће собе трпезарија и кухиња. Дрвено степениште одводи до поткровља и до подрума. Камин у холу је прекривен плочицама из Чехословачке, лустери од кованог гвожђа су декорисани кристалним глобусима, зидови су окречени, а плафони украшени гипсаним венцима и розетама. На првом спрату је лучна тераса са украсима у виду амфора од којих је једна сломљена на пар места.

### Вила данас
Вила представља диван пример градске архитектуре с почетка 20 века. После рата је национализована и у њој је дуго био смештен Општински Комитет СКЈ. Током реновирања 1993. године кућа је изгубила свој првобитни изглед прилагођивањем укусу приватног лица. 
За споменик културе проглашена је 27. новембра 1984. године. Данас (почевши од 2004.) се у њој налази Галерија и Културни центар Параћина.